# 竹林省吾
竹林 省吾（たけばやし しょうご、1922年10月8日 - 2011年5月2日）は、日本の経営者。三井石油化学工業(現在の三井化学)社長を務めた。

## 経歴
富山県出身。1943年に高岡高等商業学校を卒業し、同年に三井鉱山に入社。1956年に三井石油化学工業に転じ、1975年5月に取締役に就任し、1979年6月に常務、1981年6月に専務、1984年6月に副社長を経て、1985年6月に社長に就任。1993年6月に会長に就任。
1987年4月に藍綬褒章を受章し、1995年5月に勲二等旭日重光章を受章。
2011年5月2日、肺炎のために死去。88歳没。